# روب كاربنتر (لاعب كرة قدم أمريكية)
روب كاربنتر (بالإنجليزية: Rob Carpenter)‏ هو لاعب كرة قدم أمريكية أمريكي، ولد في 1 أغسطس 1968 في أميتيفيل في الولايات المتحدة.